# 异叶蒴莲
异叶蒴莲（学名：Adenia heterophylla），又名蒴蓮或假西番蓮，为西番莲科蒴莲属下的一个植物种，分布於中國嶺南（廣西、海南、廣東）、臺灣、泰國、寮國、柬埔寨、越南、菲律賓、蘇門達臘、爪哇、澳洲，以及新幾內亞等太平洋島嶼，生長於低海拔灌木林。